# Семикін Іван Олексійович
Іван Олексійович Семикін (нар. 4 червня 1997) — український спортсмен, веслувальник-байдарочник, чемпіон світу.

## Найкращі результати

### Чемпіонати світу
- — Чемпіонат світу 2021 (Копенгаген, Данія) (байдарка-четвірка, 500 метрів)
- — Чемпіонат світу серед молоді 2019 (Пітешть, Румунія) (байдарка-одиночка, 200 метрів)
- — Чемпіонат світу серед юніорів 2015 (Монтемор-у-Велю, Португалія) (байдарка-двійка, 200 метрів)
- — Чемпіонат світу серед юніорів 2015 (Монтемор-у-Велю, Португалія) (байдарка-одиночка, 200 метрів)

### Чемпіонати Європи
- — Чемпіонат Європи 2017 (Пловдив, Болгарія) (байдарка-двійка, 500 метрів)[1]

### Кубки світу
- — Кубок світу 2017 (Монтемор-у-Велю, Португалія) (байдарка-двійка, 500 метрів)[1]
- — Кубок світу 2022 (Познань, Польща)  (байдарка-четвірка, 500 метрів)
- — Кубок світу 2020 (Сегед, Угорщина) (байдарка-четвірка, 500 метрів)
- — Кубок світу 2022 (Рачице, Чехія)  (байдарка-четвірка, 500 метрів)
- — Кубок світу 2017 (Сегед, Угорщина) (байдарка-двійка, 500 метрів)[1]
- — Кубок світу 2021 (Сегед, Угорщина) (байдарка-двійка, 200 метрів)

## Державні нагороди
- Медаль «За працю і звитягу» (7 вересня 2023) — За досягнення високих спортивних результатів на ІІІ Європейських іграх у м.Кракові (Республіка Польща), виявлені самовідданість та волю до перемоги, піднесення міжнародного авторитету України.[2]